# Miquel Guardiola Fígols
Miquel Guardiola Fígols   (l'Alcora, 29 d'octubre de 1970 - 20 de setembre de 2022) fou un arqueòleg valencià, investigador i divulgador de la ciència. Va fer diverses contribucions al patrimoni arqueològic i paleontològic de les comarques de Castelló. Va identificar i catalogar desenes de jaciments arqueològics, especialment a la comarca dels Ports.

## Biografia
Amb arrels al municipi dels seus pares, Cinctorres (Els Ports), de ben jove ja es va interessar pel territori, el paisatge i la història. Fruit d'aquestes inquietuds descobrí nombrosos gravats neolítics a la Vega del Moll de Morella (Els Ports) i hi trobà un patró geològic per als assentaments humans a la zona que ha esdevingut tot un referent.
L'altra gran passió fou la divulgació científica, cosa que el dugué l'any 1999 a fundar l'empresa Esclats Prehistòries Didàctiques dedicada al disseny de models divulgatius i didàctics de la prehistòria amb la que realitzà centenars de tallers i activitats didàctiques fins al 2018.
Entre mig, es decidí a fer el salt de la formació autodidacta a la formal i estudià el grau d'història a la Universitat Rovira i Virgili (2005-2009) per tot seguit especialitzar-se amb un postgrau d'Arqueologia del quaternari i evolució humana (2009-2011). Durant aquests anys realitzà estades al Senegal, a l'Institut Politècnic de Tomar i al Museu d'Art Rupestre de Mação (Portugal) i, puntualment, al Laboratori d'Arqueologia i Poblament en Àfrica de la Universitat de Ginebra (Suïssa) d'on era col·laborador extern.
Des de la seua entrada a la universitat entra en contacte amb l'Institut Català de Paleoecologia Humana i Evolució Social (IPHES) on desenvolupà tasques d'investigador, de tècnic de socialització i de divulgador de la ciència. Com a investigador participà en les excavacions a la Cova del Mirador del jaciment arqueològic d'Atapuerca i en diversos estudis de tecnologia lítica.

## La divulgació científica

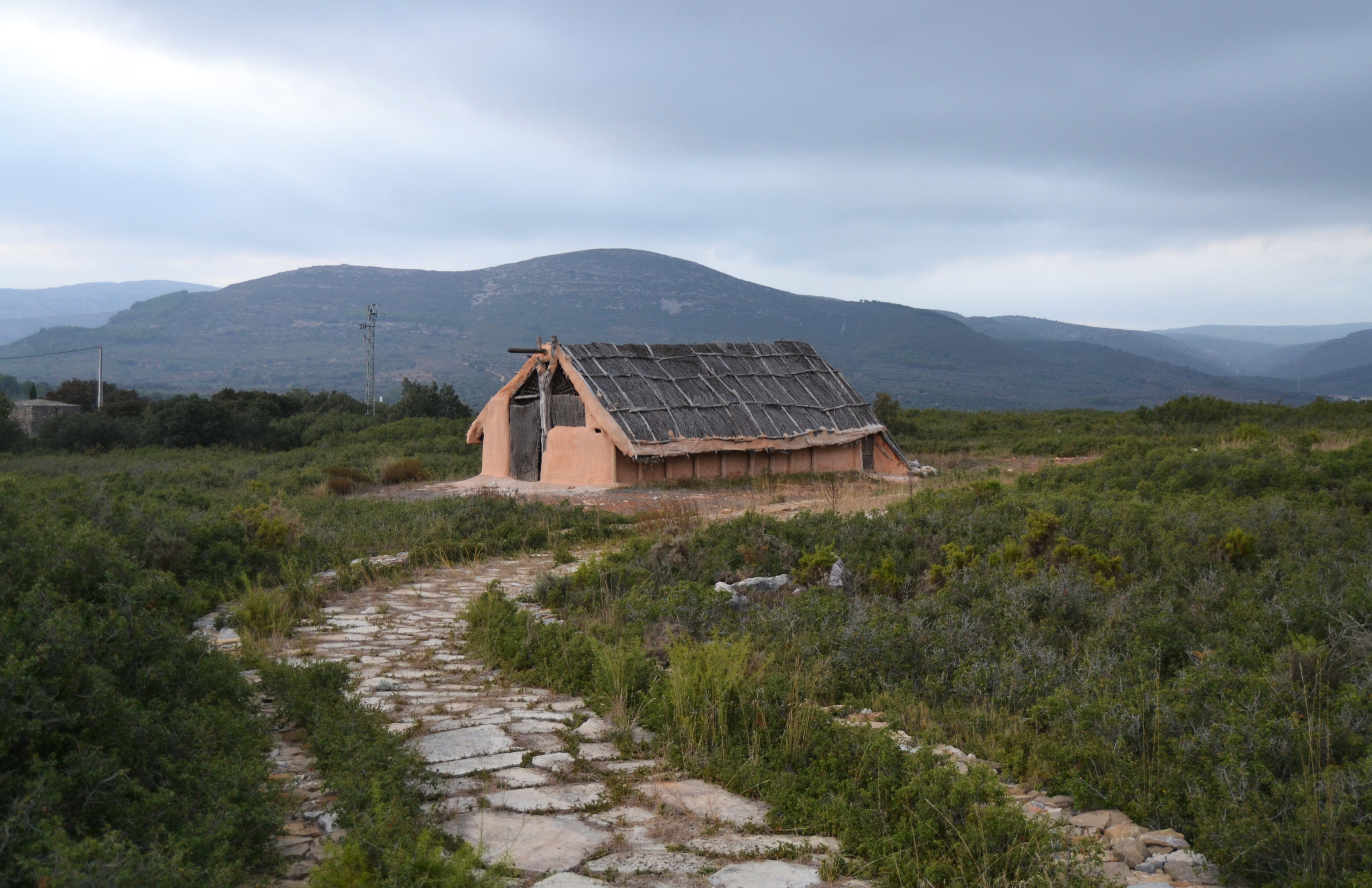
Cabana neolítica reconstruïda, Museu de la Valltorta

A banda de tota la tasca de divulgació duta a terme des d'Esclats Prehistòries Didàctiques, l'entrada a l'IPHES li permeté fer un salt endavant i prendre part de projectes molt més ambiciosos com ara la creació del portal Evoluciona o en l'elaboració de continguts, execució lítica i assessorament en la producció d'Arqueosnacks I, II i VII.
D'altra banda, els seus coneixements sobre els assentaments de Neandethals a la península Ibèrica foren clau per a assessorar el documental Neandertales: el último refugio de National Geographic.

## Contribucions a la paleontologia
Però no només això, el fet de moure's per una zona amb jaciments paleontològics com és la formació argiles de Morella, el va dur a descobrir, el 1998 i al que es convertiria en el jaciment paleontològic de Sant Antoni de la Vespa (Morella), les restes d'un dinosaure que finalment, el 2023, fou catalogat com una nova espècie: el Garumbatitan morellensis.

## Reconeixements
- 2015 Premi Josef Cavanilles de la Fundación EDC Natura-Omacha (Vila-real), per la labor de divulgació i investigació en prehistòria en la província de Castelló, especialment pels treballs a la comarca dels Ports.[17]
- 2022 Menció especial de la Fundación Española para la Ciencia y la Tecnología (FECYT) pel programa "IPHES a les escoles".[18][19]
- 2023 Fundació Atapuerca.[20]
- 2023 El Centre d'Estudis dels Ports decideix crear les Jornades de Divulgació Científica Miquel Guardiola que, sota el nom Esclats de ciència, pretenen retre-li homenatge alhora que donar continuïtat a la tasca de divulgació que durant tants anys va dur a terme.[21]